# Автобиография
Автобиографията (от гръцките корени autos, „себе си“, bios, „живот“, и graphein, „пиша“ – букв. „собствено животоописание“) е текст, разказващ живота на своя автор. Това най-често се отнася до литературната автобиография или литературния жанр на автобиографията. Понякога в литературата се говори за автобиографизъм или автобиографични черти на някой текст. В бизнеса автобиографията е нехудожествен текст, съдържащ съществена информация за кандидатстващия за определена позиция. Обикновено под автобиография за кандидатстване днес се разбира CV, което е и по-често употребяваният термин.

## В литературата
Автобиографията може да бъде изведена като самостоятелен жанр с характерните за литературата художествени измислици – например Автобиография на сръбския писател Бранислав Нушич, където акцентът пада върху хумора, или при Героят на нашето време на Лермонтов, където във фиктивната биография на главния герой са включени както автобиографични бележки на автора, така и негови наблюдения за външни личности.
Може да бъде и пространна и в по-висок стил, и като такава да представлява образец на отделния литературен жанр, наречен със същото име. Такива автобиографии са писали Джакомо Казанова, Ана Ахматова, Махатма Ганди, Алберт Швайцер, Жан-Пол Сартр, Луис Бунюел и мнозина други.
В същия смисъл като жанр автобиографията не трябва да се бърка с мемоарите, които представят конкретните спомени на даден човек за определени събития.

## В бизнеса
В днешния език често терминът се смесва с понятието CV (Curriculum vitae) – собственото представяне на кандидатстващ за работа пред евентуален бъдещ работодател. За разлика от автобиографията, CV не представлява свободен текст, а е структурирано изброяване (най-често хронологично и на нов ред) и по правило съдържа информация за трудовия и образователния опит на кандидатстващия.